# Ronde van de Apennijnen 2017
De 78e editie van de wielerwedstrijd Ronde van de Apennijnen werd gehouden op 9 april 2017. De wedstrijd startte in Novi Ligure en eindigde in Chiavari. De wedstrijd maakte deel uit van de UCI Europe Tour 2017, in de categorie 1.1. Titelverdediger was de Rus Sergej Firsanov, die ditmaal genoegen moest nemen met de 15de plaats in de eindrangschikking. Van de 139 renners die aan de start verschenen, reden er 90 de race ook uit.

## Uitslag
| Ronde van de Apennijnen 2017 |                     |                               |          |
| Plaats                       | Naam                | Ploeg                         | Tijd     |
| Winnaar                      | Danilo Celano       | Amore & Vita-Selle SMP        | 5u00'30" |
| 2                            | Egan Bernal         | Androni Giocattoli            | + 16"    |
| 3                            | Manuel Senni        | BMC Racing Team               | z.t.     |
| 4                            | Cristian Rodríguez  | Wilier Triestina-Selle Italia | z.t.     |
| 5                            | Rodolfo Torres      | Androni Giocattoli            | z.t.     |
| 6                            | Mattia Cattaneo     | Androni Giocattoli            | z.t.     |
| 7                            | Fausto Masnada      | Androni Giocattoli            | + 34"    |
| 8                            | Matteo Busato       | Wilier Triestina-Selle Italia | z.t.     |
| 9                            | Ivan Santaromita    | Nippo-Vini Fantini            | z.t.     |
| 10                           | Óscar Sánchez       | Bicicletas Strongman          | z.t.     |
| 11                           | Michele Gazzara     | Sangemini-MG.Kvis             | + 55"    |
| 12                           | Alexander Vdovin    | Lokosphinx                    | z.t.     |
| 13                           | Ivan Rovny          | Gazprom-RusVelo               | + 1'21"  |
| 14                           | Simone Andreetta    | Bardiani CSF                  | + 1'32"  |
| 15                           | Sergej Firsanov     | Gazprom-RusVelo               | + 1'43"  |
| 16                           | Stefano Pirazzi     | Bardiani CSF                  | z.t.     |
| 17                           | Sebastián Tamayo    | Bicicletas Strongman          | z.t.     |
| 18                           | Francesco Bongiorno | Sangemini-MG.Kvis             | z.t.     |
| 19                           | Davide Mucelli      | Meridiana Kamen Team          | + 2'00"  |
| 20                           | Paolo Totò          | Sangemini-MG.Kvis             | + 2'05"  |
|                              |                     |                               |          |
| 34                           | Reinier Honig       | Team Vorarlberg               | + 3'03"  |